# Gulgrå sotdyna
Gulgrå sotdyna (Camaropella lutea) är en svampart som först beskrevs av Alb. & Schwein., och fick sitt nu gällande namn av Lar.N. Vassiljeva 2007. Camaropella lutea ingår i släktet Camaropella och familjen Boliniaceae.   Inga underarter finns listade i Catalogue of Life.
I den svenska databasen Dyntaxa används istället namnet Camarops lutea för samma taxon.  Arten är reproducerande i Sverige.